# 光罩盒
光罩盒（Mask Package），意為儲存光罩的盒子，主要用于避免光罩遭受外部微塵粒子及化學污染。

## 分类
- 光罩運輸盒：由光罩製作廠運輸至晶圓廠間運輸用；
- 光罩廠區內部運輸盒；
- 光罩機台傳送盒：將光罩送入機台的盒子，針對特定的設備使用不同的傳送盒。其中包括非SMIF系統和SMIF系統。

## 參照
- 光罩